# Poinarinius aristovi
Poinarinius aristovi (лат.) — ископаемый вид жуков-капюшонников рода Poinarinius (Alitrepaninae, Bostrichidae). Обнаружены в меловом бирманском янтаре (Мьянма, Юго-Восточная Азия). Возраст около 99 млн лет (сеноманский ярус).

## Описание
Тело коричневое, длина самцов 2,4—3,7 мм, самок 2,6—4,9 мм. Интегумент покрыт редкими, длинными, прямыми волосками. Голова шаровидная, густо пунктированная, в 1,1—1,5 раза шире пронотума. ширина вершины. Крылья вдавлены посередине, мелко пунктированы, с волосками. Пронотум в 0,7—1,6 раза длиннее ширины на вершине, 0,6—1,8 раза длиннее ширины в середине, 0,7—1,6 раза длиннее ширины в основании. 0,7—1,6 раза длиннее ширины в основании. Диск слабо выпуклый, мелко и редко. Бока слабо округлые, без прямостоячих волосков. Надкрылья субовальные, в 2,0—3,4 раза длиннее переднеспинки, в 1,9—2,6 раза длиннее ширины в основании, в 1,7—2,3 раза длиннее ширины в середине, в 1,8—2,4 раза длиннее вершинной четверти. Вид был впервые описан в 2022 году российским колеоптерологом Андреем Легаловым (Институт систематики и экологии животных СО РАН, Новосибирск, Россия) и назван в честь палеоэнтомолога Даниила Сергеевича Аристова (1979—2022). Новый вид отличается от других видов рода (за исключением P. antonkozlovi) надкрыльями без уклона и лопастей. Он отличается от P. antonkozlovi пунктированной переднеспинкой.